# Федосєєв Вадим Вікторович
Вади́м Ві́кторович Федосє́єв (24 березня 1970, Бурилове — 12 листопада 2021, Малинове (Станично-Луганський район)) — майстер-сержант Збройних сил України, учасник російсько-української війни.

## Життєпис
Народився 1 жовтня 1970 року в селі Бурилове (тепер Кривоозерська селищна громада) Миколаївської області.
Майстер-сержант, начальник ремонтної майстерні парашутно-десантного та речового майна ремонтного взводу роти десантного забезпечення 79 окремої десантно-штурмової бригади.
Загинув в обідню пору 12 листопада 2021 року під час виконання бойового завдання — автомашина, в якій перебував Федосєєв, підірвалась на закладеному вибуховому пристрої поблизу села Малинове Станично-Луганського району. Разом з Вадимом загинув полковник Руслан Прусов. Два десантники зазнали мінно-вибухових травм, множинних осколкових поранень тулуба та голови.
Похований 14 листопада 2021 року на Алеї Слави Миколаївського центрального міського цвинтаря.
Без Вадима лишились сестра, дружина та син.

## Нагороди і вшанування
- Указом Президента України № 25/2022 від 21 січня 2022 року «за особисту мужність і самовіддані дії, виявлені у захисті державного суверенітету та територіальної цілісності України» — нагороджений орденом Данила Галицького (посмертно)[1]